# Андерс Йонас Ангстрем
А́ндерс Йо́нас А́нгстрем (швед. Anders Jonas Ångström / Андерс Юнас Онґстрьом; 13 серпня 1814 — 21 червня 1874) — шведський астрофізик, один із засновників спектрального аналізу.
У 1861 році Ангстрем відкрив наявність водню на Сонці. Його основною роботою стало «Дослідження сонячного спектру» (1868), атлас сонячного спектру, що представив виміри 1 тисячі спектральних ліній із розділенням в одну десятимільйонну міліметра — величину, яка згодом одержала назву «ангстрем». У 1868 році ввів для фраунгоферових ліній у спектрі Сонця замість довільної шкали Кірхгофа природну шкалу довжин хвиль.
Член Лондонського королівського товариства (1870), член-кореспондент Паризької академії наук. У 1872 році був нагороджений медаллю Румфорда.
На честь Ангстрема названо також кратер на Місяці та астероїд.